# James Franck
James Franck (Amburgo, 26 agosto 1882 – Gottinga, 21 maggio 1964) è stato un fisico tedesco.

## Biografia
Figlio Jacob e di Rebecca Nachum Drucker, entrambi di origine ebraica, compì gli studi all'Università di Heidelberg e all'Università di Berlino, dove si laureò nel 1906 sotto la guida di Emil Warburg; nel 1920 Max Born lo chiamò all'Università di Gottinga. Nel 1933, all'avvento del nazismo, emigrò negli Stati Uniti d'Americaː dopo un breve soggiorno a Copenaghen, rientrò a Chicago come ordinario di chimica fisica.
Negli anni della seconda guerra mondiale partecipò alla messa a punto della bomba atomica. Memore delle proprie esperienze e consapevole delle sue responsabilità politiche, nel 1945 ammoniva, quale dirigente del gruppo dei relatori, il governo americano sulle terribili conseguenze dell'uso bellico della bomba atomica nel cosiddetto Rapporto Franck. Ma il rapporto non fu letto dal morente presidente Franklin Delano Roosevelt e il suo successore non ne tenne alcun conto. Lavorò per varie istituzioni tra cui  la Johns Hopkins University.
Il lavoro per cui Franck è ricordato e per cui nel 1925 ricevette il premio Nobel per la fisica assieme a Gustav Hertz consiste nell'esperimento di Franck-Hertz, con cui i due scienziati dimostrarono l'esistenza di stati discreti di energia negli atomi di mercurio.
Lo scienziato è noto anche per il principio di Franck-Condon nel campo della spettroscopia.